# Vallunaraju
Il Vallunaraju (5.686 m) (quechua Wallunarahu) è una montagna della Cordillera Blanca, in Perù, nel dipartimento di Ancash.

## Aspetto fisico
Situato nel massiccio montuoso chiamato Macizo del Chinchey, che occupa la parte centro-meridionale della Cordillera Blanca, il Vallunaraju è ben distinguibile già dalla città di Huaraz per la sua imponente mole e per la sua forma simile ad una sella da equitazione.

## Origine del nome
Una delle ipotesi sul suo nome vuole che derivi dalle parole quechua walluna (tagliare) e rahu (ghiaccio, montagna innevata). Da questa montagna infatti il ghiaccio veniva tagliato e prelevato per rifornire la città di Huaraz.

## Alpinismo
La prima salita della montagna risale al 1949, ad opera dei coniugi Szepessy, che la salirono con gli sci. Il Vallunaraju è una delle montagne più frequentate della Cordillera Blanca, grazie al suo corto avvicinamento e alla sua relativamente facile via normale.